# Sady Osvobození
Sady Osvobození är en park i Tjeckien. Den ligger i den sydöstra delen av landet, 190 km sydost om huvudstaden Prag. Sady Osvobození ligger 217 meter över havet.
Terrängen runt Sady Osvobození är platt söderut, men norrut är den kuperad. Sady Osvobození ligger nere i en dal. Runt Sady Osvobození är det mycket tätbefolkat, med 1 463 invånare per kvadratkilometer. Närmaste större samhälle är Brno, 0,45 km sydväst om Sady Osvobození. Runt Sady Osvobození är det i huvudsak tätbebyggt.